# Asbestopluma lycopodium
Asbestopluma lycopodium är en svampdjursart som först beskrevs av Levinsen 1887.  Asbestopluma lycopodium ingår i släktet Asbestopluma och familjen Cladorhizidae. Inga underarter finns listade i Catalogue of Life.